# نامه ایران باستان
نامهٔ ایران باستان، مجله‌ای علمی دانشگاهی بود که هر دو فصل، توسط مرکز نشر دانشگاهی به سردبیری تورج دریایی، منتشر می‌شد. مقالات این مجله به دو زبان فارسی و انگلیسی بود. انتشار این مجله در سال ۱۳۸۰ در زمان مدیریت نصرالله پورجوادی در مرکز نشر دانشگاهی آغاز شد و مقالاتی دانشگاهی دربارهٔ فرهنگ و تمدن، زبان‌ها، اساطیر، ادیان، هنر و تاریخ باستانی ایران منتشر می‌کرد. ژاله آموزگار، محمود امیدسالار، فضل‌الله پاکزاد، جلال خالقی مطلق، علی اشرف صادقی، بدرالزمان قریب، از جمله نویسندگان ایرانی این مجله بودند. انتشار این مجله پس از ۱۶ سال فعالیت، در سال ۱۳۸۵ متوقف شد.